# بيفرلي بينبيرثي
بيفرلي بينبيرثي (بالإنجليزية: Beverly Penberthy)‏ هي ممثلة أمريكية، ولدت في 9 مايو 1932 في ديترويت في الولايات المتحدة.

## أعمال

### مسلسلات
- عالم آخر

## وصلات خارجية
- بيفرلي بينبيرثي على موقع IMDb (الإنجليزية)
- بيفرلي بينبيرثي على موقع قاعدة بيانات برودواي على الإنترنت (الإنجليزية)
- بيفرلي بينبيرثي على موقع قاعدة بيانات الفيلم (الإنجليزية)